# Swantje (Schiff)
Bei dem Seenotrettungsboot (SRB) Swantje handelte es sich um ein Boot der so genannten 7-Meter-Klasse der Deutschen Gesellschaft zur Rettung Schiffbrüchiger (DGzRS). Es wurde im Jahre 1971 von der Evers-Werft in Niendorf (Timmendorfer Strand) gebaut.
Die interne Bezeichnung lautete KRST 13.

## Namensgebung
Bei dem Namen Swantje handelt es sich um einen friesischen Frauennamen.

## Technische Ausstattung
Das Seenotrettungsboot war mit Funkanlagen, Echolot, GPS, Fremdlenzpumpe und einer Bergungspforte ausgestattet.
Das Boot besaß, wie alle „echten“ Boote der 7-m-Klasse, kein Radargerät (nähere Erläuterung dazu: Kaatje).

## Stationierung
Die Swantje war von September 1971 bis Mai 1994 in Laboe stationiert und wurde danach ausgemustert. Im Juni 1994 erfolgte die Abgabe an den litauischen Seenotrettungsdienst.

## Verbleib

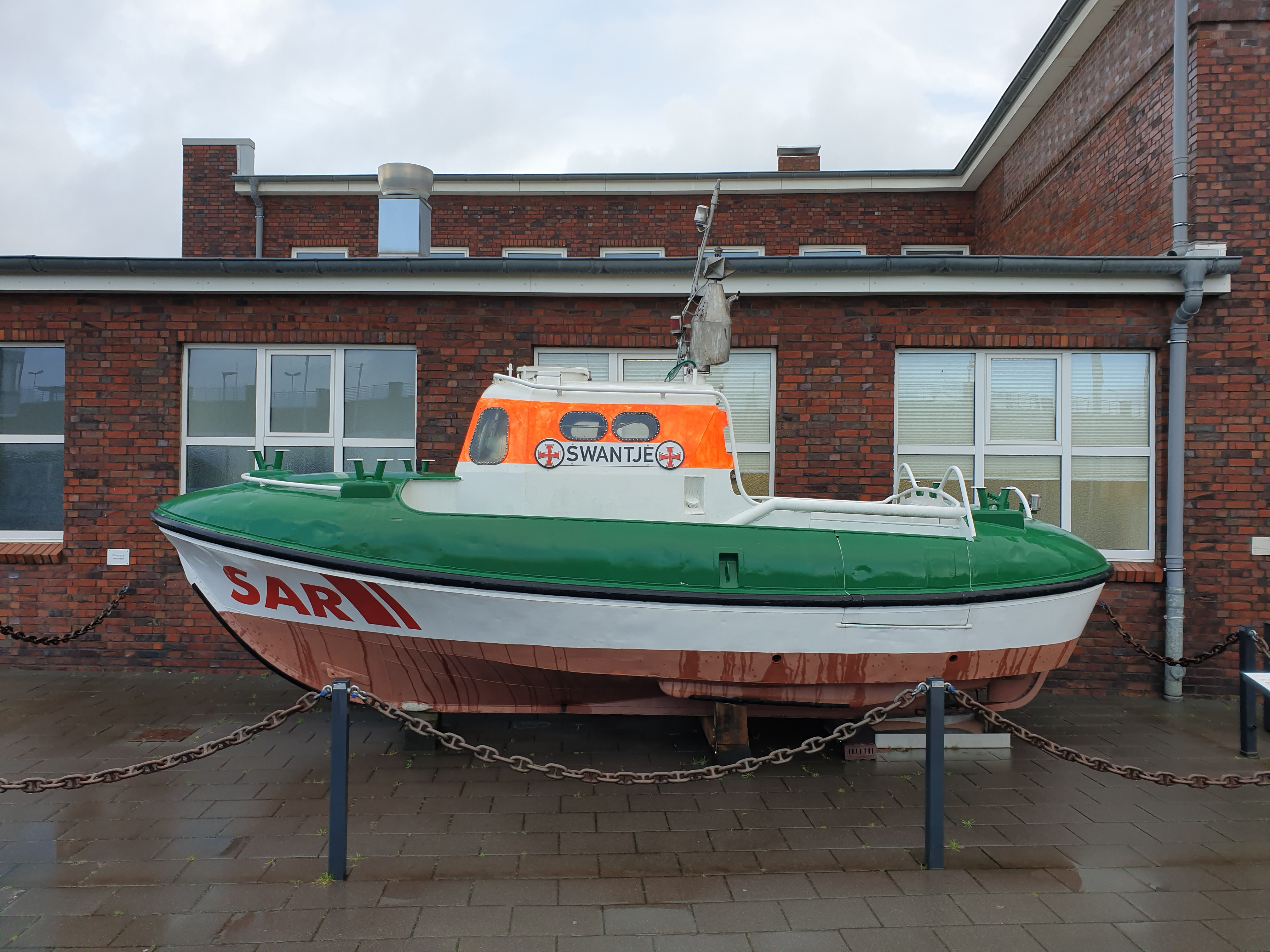
Die Swantje in Cuxhaven

Das Rettungsboot wurde am 9. April 2017 als Dauerleihgabe an das Cuxhavener Museum Windstärke 10 übergeben.